# Discodes discors
Discodes discors är en stekelart som beskrevs av Prinsloo och Mynhardt 1981. Discodes discors ingår i släktet Discodes och familjen sköldlussteklar. Inga underarter finns listade i Catalogue of Life.